# کانال‌های آبی اختر
کانالهای آبی اختر مربوط به دوره ساسانیان است و در شهرستان کنگان، بخش مرکزی، دهستان حومه، روستای اختر واقع شده و این اثر در تاریخ ۲۸ اسفند ۱۳۸۵ با شمارهٔ ثبت ۱۸۶۶۱ به‌عنوان یکی از آثار ملی ایران به ثبت رسیده است.